# Conistra
Conistra é um gênero de traça pertencente à família Arctiidae.